# يوسوكي تزاكا
يوسوكي تزاكا (باليابانية: 田坂 祐介) (9 يوليو 1985 في هيروشيما في اليابان – )؛ هو لاعب كرة قدم ياباني سابق كان يلعب كلاعب وسط.

## وصلات خارجية
- يوسوكي تزاكا على موقع رابطة كرة القدم اليابانية للمحترفين (اليابانية)
- يوسوكي تزاكا على موقع قاعدة بيانات كرة القدم.إي يو (الإنجليزية)
- يوسوكي تزاكا على موقع بيانات كرة القدم. دي إي (الألمانية)
- يوسوكي تزاكا على موقع Soccerway.com (الإنجليزية)
- يوسوكي تزاكا على موقع عالم كرة القدم.نت (الإنجليزية)
- يوسوكي تزاكا على موقع كووورة